# Недвед, Петр
Петр Не́двед (чеш. Petr Nedvěd; род. 9 декабря 1971 года, Либерец, Чехословакия) — бывший чешский и канадский хоккеист, выступавший на позиции центрального нападающего. Воспитанник клуба «Литвинов». Брат Ярослава Недведа. В настоящее время — генеральный менеджер сборной Чехии. Всего за карьеру в клубах (исключая юниорские команды и низшие лиги) и сборных (Канады и Чехии) провел 1574 игры, набрал 1265 очков (560 шайб + 705 передач).

## Карьера

### Клубная
Петр Недвед родился в Либереце в семье Ярослава и Сони Недвед. Петр начал свою карьеру в молодёжном составе родного «Литвинова», однако 2 января 1989 года во время ежегодного юниорского турнира «Миджет» в Калгари, на котором он стал одним из главных действующих лиц, набрав 26 (17+9) очков, он принял решение бежать из родной страны из-за действовавшего там в то время коммунистического режима, который ограничивал возможности спортсменов для профессионального роста. О своём решении он не сказал даже своим родителям, которым на протяжении 10 месяцев, оставшихся до падения коммунизма во время Бархатной революции, приходилось под давлением властей уговаривать сына вернуться в Чехословакию. Недвед бежал из страны, имея в своём распоряжении лишь 20 долларов, с ещё одним соотечественником, имя которого он отказывается называть и по сей день, после чего сообщил о своём побеге в полицейский департамент Калгари.
После своего побега Петр провёл один сезон в составе клуба Западной хоккейной лиги «Сиэтл Тандербёрдз», в составе которого в 82 матчах сумел отметиться 158 (69+89) набранными очками, став, таким образом, обладателем Джим Пигготт Мемориал Трофи, как лучшему новичку лиги, а также став дебютантом года во всей Канадской хоккейной лиге. Благодаря своей успешной игре, в том же году на драфте НХЛ он был выбран в 1 раунде под общим 2 номером клубом «Ванкувер Кэнакс». Несмотря на высокие ожидания со стороны хоккейной общественности, в свои первые два сезона в Национальной хоккейной лиге Недвед не сумел показать результативной игры, в 154 матчах сумев набрать лишь 59 (26+33) очков, во многом из-за того, что он никак не мог приспособиться к силовой манере ведения игры в лиге.
Тем не менее, уже в сезоне 1992/93 Петр сумел стать одним из лучших игроков «Кэнакс», записав на свой счёт 71 (38+33) балл в 84 играх регулярного турнира, став также обладателем рекорда клуба, в 15 матчах подряд отмечаясь результативными действиями. Однако в плей-офф игра Недведа вновь стала тусклой, более того, в последнем матче серии навылет против «Лос-Анджелес Кингз» он попросил в качестве сувенира клюшку своего кумира Уэйна Гретцки, за что подвергся обструкции со стороны болельщиков «Ванкувера».
Перед началом следующего сезона у Петра возникли проблемы с подписанием нового контракта, вследствие чего он пропустил более половины сезона. Во время этого перерыва Недвед принял канадское гражданство и стал вместе со сборной Канады серебряным призёром Олимпийских игр 1994 года в Лиллехаммере. Перед самым окончанием периода дозаявок Петр всё-таки заключил соглашение с «Сент-Луис Блюз», в составе которого за оставшуюся часть регулярного сезона сумел набрать 20 (6+14) очков в 19 проведённых матчах, однако в плей-офф результативность Недведа вновь резко упала, а сами «блюзмены» вылетели уже в первом раунде.
Перед стартом укороченного из-за локаута сезона 1994/95 Петр был обменян в «Нью-Йорк Рейнджерс», где в 56 играх записал на свой счёт 28 (14+14) баллов. 31 августа 1995 года Недвед вместе с Сергеем Зубовым был обменян в «Питтсбург Пингвинз» на Люка Робитайла и Ульфа Самуэльссона. В «Питтсбурге», выступая вместе с такими звёздами, как Марио Лемьё, Яромир Ягр и Рон Фрэнсис, Петр провёл лучшие годы своей карьеры. В своём первом сезоне в составе «пингвинов» Недвед набрал 119 (55+64) очков в 98 проведённых матчах, установивив, таким образом, свой личный рекорд, и внеся свой вклад в выход команды в финал конференции. Также в том сезоне Петр забил один из самых «поздних» голов в истории НХЛ, забросив победную шайбу в ворота «Вашингтон Кэпиталс» на последней минуте четвёртого овертайма.
Сезон 1996/97 также стал очень успешным для чеха — в 79 играх он записал на свой счёт 74 (34+40) результативных балла, однако затем он вновь был втянут в долгие контрактные разбирательства, проведя лишь несколько матчей у себя на родине, а также в низших североамериканских лигах. Недвед продолжал оставаться без контракта вплоть до ноября 1998 года, когда он был обменян обратно в «Рейнджерс» на Алексея Ковалёва. В итоге, этот перерыв стоил ему большого количества денег, а также он упустил пик своей карьеры в НХЛ и испортил свою репутацию в лиге. Тем не менее, второе пришествие Петра в «Нью-Йорк» стало намного более успешным, чем первое — за шесть проведённых сезонов в составе «Рейнджерс» он набрал 328 (138+190) очков в 432 матчах, однако за всё это время «синерубашечникам» так ни разу и не удалось выйти в плей-офф. В своем самом удачном сезоне за "Рейнджерс" (2000/2001) Недвед играл в одном звене со своими соотечественниками Радеком Дворжаком и Яном Главачем.
В середине сезона 2003/04 Недвед был обменян в «Эдмонтон Ойлерз», в составе которого за оставшуюся часть сезона отметился 15 (5+10) набранными очками в 16 проведённых матчах, однако сами «нефтяники», тем не менее, также не сумели выйти в плей-офф. 26 августа 2004 года Петр подписал контракт с «Финикс Койотис», однако из-за очередного локаута ему пришлось вернуться на родину, где он успешно выступал в составе пражской «Спарты». После возвращения за океан игра у Недведа не заладилась, и 20 января 2006 года он был обменян в «Филадельфию Флайерз» на Денниса Зайденберга. В составе «лётчиков» Петр слегка подправил свою результативность, впервые с 1997 года поучаствовав в розыгрыше Кубка Стэнли.
Тем не менее, начало следующего сезона вновь стало для Недведа провальным, поэтому 18 октября 2006 года, сразу после разгромного поражения от «Баффало Сэйбрз» со счётом 1:9, он был помещён на драфт отказов и впервые в своей карьере был командирован в клуб Американской хоккейной лиги. Два месяца спустя Петр вернулся в «Эдмонтон», где и завершил свою карьеру в НХЛ, набрав 5 (1+4) очков в 19 проведённых матчах.
19 июля 2007 года Недвед принял решение вернуться на родину, заключив однолетнее соглашение со «Спартой», в составе которой в сезоне 2007/08 записал на свой счёт 26 (20+6) результативных баллов в 49 матчах. 4 августа 2008 года Петр предпринял попытку вернуться в НХЛ, подписав пробный контракт с «Нью-Йорк Рейнджерс», однако уже месяц спустя он покинул тренировочный лагерь «рейнджеров» и заключил двухлетнее соглашение с клубом чешской Экстралиги «Били Тигржи». В составе команды из своего родного города Недвед сумел вернуться на свой прежний уровень, поэтому после окончания срока действия контракта руководство чешского клуба приняло решение продлить соглашение с ветераном ещё на два года.
Сразу после этого Петр сумел выйти в лидеры по результативности среди всех игроков Экстралиги, а в сезоне 2011/12 он стал лучшим ассистентом и бомбардиром чешского первенства, записав на свой счёт 74 (30+44) очка в 60 матчах. По итогам сезона Недвед был признан лучшим хоккеистом Экстралиги, благодаря этому он впервые с 1996 года заслужил вызов в сборную для участия в чемпионате мира.
В феврале 2018 года возобновил карьеру на один матч, это произошло из-за возвращения Яромира Ягра в чешский чемпионат в игре "Бенатки-над-Йизероу" - «Рытиржи Кладно». Эта игра закончилась со счетом 7:2 в пользу «Кладно», Недвед забросил шайбу и отдал передачу, а Ягр сделал 3 голевые передачи. Ягр назвал игру Недведа в этом матче "феноменальной". На следующий день, 4 февраля 2018 года, в Либереце прошла официальная церемония прощания Петра Недведа с игровой карьерой, под свод арены был поднят его хоккейный свитер с номером 93.

### Международная
В 1994 году Петр принял канадское гражданство, после чего в составе сборной Канады он принял участие в Олимпийских играх 1994 года, на которых он вместе с командой стал серебряным призёром, в финале уступив по буллитам сборной Швеции. На том турнире Недвед стал одним из лучших игроков канадской сборной, в 8 проведённых матчах отметившись 6 (5+1) набранными очками. Тем не менее, затем Петр принял решение выступать за сборную своей исторической родины, и в 1996 году, после получения необходимого разрешения от международной федерации хоккея, он принял участие в розыгрыше кубка мира в составе сборной Чехии. Однако турнир стал для чехов крайне неудачным — сборная заняла последнее место, уступив во всех трёх матчах, а сам Недвед сумел записать на свой счёт лишь 1 (0+1) результативный балл.
После кубка мира в международной карьере Петра наступил длительный перерыв, и лишь в сезоне 2011/12, благодаря своей успешной игре на клубном уровне, он был вызван под знамёна сборной для участия в матчах Еврохоккейтура, в которых он стал одним из самых результативных игроков команды, в 9 матчах набрав 7 (6+1) очков. Благодаря этому он был вызван для участия в своём первом чемпионате мира, где он вместе с командой стал бронзовым призёром, в 9 проведённых матчах отметившись 5 (3+2) набранными очками.

## Достижения

### Командные
Серебряный призёр Олимпийских игр 1994
 Бронзовый призёр чемпионата мира 2012

### Личные
- Обладатель Джим Пигготт Мемориал Трофи 1990
- Лучший новичок года CHL 1990
- Лучший хоккеист, бомбардир и ассистент чемпионата Чехии 2012

## Статистика выступлений

### Клубная
|                    |                     |                    | Регулярный сезон | Регулярный сезон | Регулярный сезон | Регулярный сезон | Регулярный сезон | Регулярный сезон | Плей-офф | Плей-офф | Плей-офф | Плей-офф | Плей-офф | Плей-офф |
| Сезон              | Команда             | Лига               | Игр              | Г                | П                | Очк              | +/-              | Штр              | Игр      | Г        | П        | Очк      | +/-      | Штр      |
| ------------------ | ------------------- | ------------------ | ---------------- | ---------------- | ---------------- | ---------------- | ---------------- | ---------------- | -------- | -------- | -------- | -------- | -------- | -------- |
| 1986/87            | Литвинов-U16        | Экстралига-U16     | 34               | 46               | 20               | 66               | --               | 52               | —        | —        | —        | —        | —        | —        |
| 1987/88            | Литвинов-U16        | Экстралига-U16     | 35               | 67               | 27               | 94               | --               | 64               | —        | —        | —        | —        | —        | —        |
| 1988/89            | Литвинов-U18        | Экстралига-U18     | 20               | 32               | 19               | 51               | --               | 12               | —        | —        | —        | —        | —        | —        |
| 1989/90            | Сиэтл Тандербёрдз   | WHL                | 71               | 65               | 80               | 145              | --               | 80               | 11       | 4        | 9        | 13       | --       | 2        |
| 1990/91            | Ванкувер Кэнакс     | НХЛ                | 61               | 10               | 6                | 16               | -21              | 20               | 6        | 0        | 1        | 1        | -5       | 0        |
| 1991/92            | Ванкувер Кэнакс     | НХЛ                | 77               | 15               | 22               | 37               | -3               | 36               | 10       | 1        | 4        | 5        | +3       | 16       |
| 1992/93            | Ванкувер Кэнакс     | НХЛ                | 84               | 38               | 33               | 71               | +20              | 96               | 12       | 2        | 3        | 5        | -2       | 2        |
| 1993/94            | Сент-Луис Блюз      | НХЛ                | 19               | 6                | 14               | 20               | +2               | 8                | 4        | 0        | 1        | 1        | -2       | 4        |
| 1994/95            | Нью-Йорк Рейнджерс  | НХЛ                | 46               | 11               | 12               | 23               | -1               | 26               | 10       | 3        | 2        | 5        | -4       | 6        |
| 1995/96            | Питтсбург Пингвинз  | НХЛ                | 80               | 45               | 54               | 99               | +37              | 68               | 18       | 10       | 10       | 20       | +3       | 16       |
| 1996/97            | Питтсбург Пингвинз  | НХЛ                | 74               | 33               | 38               | 71               | -2               | 66               | 5        | 1        | 2        | 3        | -2       | 12       |
| 1997/98            | ХК Либерец          | 1.liga             | 2                | 0                | 3                | 3                | --               |                  | —        | —        | —        | —        | —        | —        |
| 1997/98            | ХК Нови-Йичин       | 2.liga             | 7                | 9                | 16               | 25               | --               |                  | —        | —        | —        | —        | —        | —        |
| 1997/98            | Спарта Прага        | Экстралига         | 5                | 2                | 3                | 5                | --               | 8                | 6        | 0        | 2        | 2        | --       | 52       |
| 1997/98            | Лас-Вегас Тандер    | IHL                | 3                | 3                | 3                | 6                | -4               | 4                | —        | —        | —        | —        | —        | —        |
| 1998/99            | Лас-Вегас Тандер    | IHL                | 13               | 8                | 10               | 18               | +6               | 32               | —        | —        | —        | —        | —        | —        |
| 1998/99            | Нью-Йорк Рейнджерс  | НХЛ                | 56               | 20               | 27               | 47               | -6               | 50               | —        | —        | —        | —        | —        | —        |
| 1999/00            | Нью-Йорк Рейнджерс  | НХЛ                | 76               | 24               | 44               | 68               | +2               | 40               | —        | —        | —        | —        | —        | —        |
| 2000/01            | Нью-Йорк Рейнджерс  | НХЛ                | 79               | 32               | 46               | 78               | +10              | 54               | —        | —        | —        | —        | —        | —        |
| 2001/02            | Нью-Йорк Рейнджерс  | НХЛ                | 78               | 21               | 25               | 46               | -8               | 36               | —        | —        | —        | —        | —        | —        |
| 2001/02            | Били Тигржи Либерец | 1.liga             | 1                | 3                | 0                | 3                | +3               | 2                | —        | —        | —        | —        | —        | —        |
| 2002/03            | Нью-Йорк Рейнджерс  | НХЛ                | 78               | 27               | 31               | 58               | -4               | 64               | —        | —        | —        | —        | —        | —        |
| 2003/04            | Нью-Йорк Рейнджерс  | НХЛ                | 65               | 14               | 17               | 31               | -9               | 42               | —        | —        | —        | —        | —        | —        |
| 2003/04            | Эдмонтон Ойлерз     | НХЛ                | 16               | 5                | 10               | 15               | +1               | 4                | —        | —        | —        | —        | —        | —        |
| 2004/05            | Спарта Прага        | Экстралига         | 46               | 22               | 13               | 35               | +11              | 44               | 5        | 2        | 3        | 5        | -8       | 10       |
| 2005/06            | Финикс Койотис      | НХЛ                | 25               | 2                | 9                | 11               | -6               | 34               | —        | —        | —        | —        | —        | —        |
| 2005/06            | Филадельфия Флайерз | НХЛ                | 28               | 5                | 9                | 14               | -8               | 36               | 6        | 2        | 0        | 2        | -4       | 8        |
| 2006/07            | Филадельфия Фантомс | АХЛ                | 14               | 4                | 7                | 11               | -8               | 10               | —        | —        | —        | —        | —        | —        |
| 2006/07            | Филадельфия Флайерз | НХЛ                | 21               | 1                | 6                | 7                | -20              | 18               | —        | —        | —        | —        | —        | —        |
| 2006/07            | Эдмонтон Ойлерз     | НХЛ                | 19               | 1                | 4                | 5                | -5               | 10               | —        | —        | —        | —        | —        | —        |
| 2007/08            | Спарта Прага        | Экстралига         | 45               | 20               | 5                | 25               | -7               | 98               | 4        | 0        | 1        | 1        | -3       | 20       |
| 2008/09            | Били Тигржи Либерец | Экстралига         | 33               | 14               | 14               | 28               | +6               | 72               | 3        | 0        | 1        | 1        | -2       | 6        |
| 2009/10            | Били Тигржи Либерец | Экстралига         | 35               | 15               | 20               | 35               | -3               | 94               | 15       | 8        | 9        | 17       | +4       | 16       |
| 2010/11            | Били Тигржи Либерец | Экстралига         | 45               | 14               | 41               | 55               | +18              | 74               | 7        | 7        | 3        | 10       | +3       | 12       |
| 2011/12            | Били Тигржи Либерец | Экстралига         | 49               | 24               | 37               | 61               | +9               | 61               | 11       | 6        | 7        | 13       | -1       | 34       |
| 2012/13            | Били Тигржи Либерец | Экстралига         | 48               | 20               | 33               | 53               | -14              | 151              | 18       | 7        | 11       | 18       | -2       | 32       |
| 2013/14            | Били Тигржи Либерец | Экстралига         | 49               | 19               | 31               | 50               | -3               | 103              | 3        | 0        | 0        | 0        | -5       | 10       |
| 2017/18            | Бенатки-над-Йизероу | 1.liga             | 1                | 1                | 1                | 2                |                  |                  |          |          |          |          |          |          |
| Всего в НХЛ        | Всего в НХЛ         | Всего в НХЛ        | 982              | 310              | 407              | 717              | -21              | 708              | 71       | 19       | 23       | 42       | -13      | 64       |
| Всего в Экстралиге | Всего в Экстралиге  | Всего в Экстралиге | 355              | 150              | 197              | 347              | +15              | 708              | 72       | 30       | 37       | 67       | -17      | 192      |
| Всего в Сборной    | Всего в Сборной     | Всего в Сборной    | 64               | 36               | 21               | 57               | +4               | 52               |          |          |          |          |          |          |
| Всего в ИХЛ        | Всего в ИХЛ         | Всего в ИХЛ        | 16               | 11               | 13               | 24               | +2               | 36               |          |          |          |          |          |          |
| Всего в АХЛ        | Всего в АХЛ         | Всего в АХЛ        | 14               | 4                | 7                | 11               | -8               | 10               |          |          |          |          |          |          |
| Всего за карьеру   | Всего за карьеру    | Всего за карьеру   | 1431             | 511              | 645              | 1156             | -8               | 1514             | 143      | 49       | 60       | 109      | -30      | 256      |

### Международная
| Турнир  | Место | Игр | Г | П | Очк | +/- | Штр |
| ------- | ----- | --- | - | - | --- | --- | --- |
| ОИ-1994 |       | 8   | 5 | 1 | 6   | +4  | 6   |
| КМ-1996 | 8     | 3   | 0 | 1 | 1   | -5  | 8   |
| ЧМ-2012 |       | 9   | 3 | 2 | 5   | 0   | 2   |
| ОИ-2014 | 6     | 5   | 0 | 1 | 1   | +1  | 4   |

## Личная жизнь
В 2004 году Петр женился на чешской супермодели Веронике Варжековой. В 2006 году, выступая за «Финикс Койотис», Недвед сам попросил руководство клуба об обмене в одну из команд Восточной конференции, для того чтобы быть ближе к своей жене, которая работала в Нью-Йорке, однако летом того же года Петр и Вероника развелись. Сейчас встречается с девушкой по имени Николь, она младше Недведа на 23 года. 24 июля 2020 года у Петра Недведа и Николь Вольфовой в Праге родилась дочь Наоми.